# Gharjaghdi
Gharjaghdi (perski: قارياغدي) – miejscowość w Iranie, w ostanie Azerbejdżan Zachodni. W 2006 roku miejscowość liczyła 1821 mieszkańców w 451 rodzinach.